# Ziua internațională împotriva homofobiei, bifobiei și transfobiei
Ziua internațională împotriva homofobiei, bifobiei și transfobiei, abreviată IDAHOT (engleză: International Day Against Homophobia and Transphobia) este sărbătorită în fiecare an pe 17 mai și are ca scop aducerea în atenție a abuzurilor asupra comunității LGBT, a încălcărilor drepturilor LGBT, dar și stimularea interesului în activități de promovare a drepturilor LGBT pe întreg mapamondul. La cea de-a noua ediție, în 2013, Ziua internațională împotriva homofobiei a fost celebrată în aproape 120 de țări din toate colțurile lumii.
Promotorii Zilei internaționale împotriva homofobiei, cum era cunoscută original, au fondat Comitetul IDAHO pentru a coordona acțiunile grass-roots din diferite țări, a promova ziua și a face lobby pentru recunoașterea ei oficială pe 17 mai. Data a fost aleasă pentru a comemora decizia de a elimina homosexualitatea în 1990 din Clasificarea statistică internațională a bolilor și a problemelor de sănătate înrudite, clasificare întocmită de Organizația Mondială a Sănătății (OMS).